# Gerbilliscus boehmi
Gerbilliscus boehmi is een zoogdier uit de familie van de Muridae. De wetenschappelijke naam van de soort werd voor het eerst geldig gepubliceerd door Noack in 1887.